# Геретсберг
Геретсберг (нем. Geretsberg) — коммуна (нем. Gemeinde) в Австрии, в федеральной земле Верхняя Австрия.
Входит в состав округа Браунау-на-Инне. Население составляет 1154 человека (на 1 января 2007 года). Занимает площадь 37,53 км².

## Политическая ситуация
Бургомистр коммуны — Йозеф Лехнер (АНП) по результатам выборов 2003 года.
Совет представителей коммуны (нем. Gemeinderat) состоит из 13 мест.
- АНП занимает 9 мест.
- СДПА занимает 2 места.
- АПС занимает 2 места.